# ژو شیئوهوا
ژو شیئوهوا (انگلیسی: Zhou Xiuhua؛ زادهٔ ۸ دسامبر ۱۹۶۶) قایقران روئینگ اهل چین است.